# Холодовка (Крым)
Хо́лодовка (до 1948 года Османчи́к; укр. Холодівка, крымскотат. Osmançıq, Османчыкъ) — село на юго-востоке Крыма. Входит в Городской округ Судак Республики Крым (согласно административно-территориальному делению Украины — Грушевский сельский совет Судакского горсовета Республики Крым).

## Население
| 2001 | 2014 |
| ---- | ---- |
| 640  | ↗696 |

Всеукраинская перепись 2001 года показала следующее распределение по носителям языка
| Язык             | Процент |
| ---------------- | ------- |
| крымскотатарский | 46.72   |
| русский          | 40.31   |
| украинский       | 11.09   |
| другие           | 0.79    |

### Динамика численности
| - 1805 год — 66 чел. - 1864 год — 23 чел. - 1889 год — 65 чел. - 1892 год — 105 чел. - 1902 год — 63 чел. - 1915 год — 195/5 чел. | - 1926 год — 187 чел. - 1939 год — 160 чел. - 1989 год — 525 чел. - 2001 год — 640 чел. - 2009 год — 1958 чел. - 2014 год — 696 чел. |

## Современное состояние
На 2018 год в Холодовке числится 10 улиц; на 2009 год, по данным сельсовета, село занимало площадь 91 гектар на которой, в 300 дворах, проживало 1958 человек. В селе действуют фельдшерско-акушерский пункт, сельский клуб. Холодовка связана автобусным сообщением с Судаком, городами Крыма и соседними населёнными пунктами.

## География
Холодовка — самое северное село горсовета, в 35 км (по шоссе) от Судака, на левом берегу Сухого Индола, у западного склона горного массива Агармыш (гора Малый Агармыш — восточного отрога Главной гряды Крымских гор, высота центра села над уровнем моря 246 м. Село расположено у границы с Кировским районом, невдалеке на запад — Белогорский район. Расстояние до Судака около 29 километров (по шоссе), ближайшая железнодорожная станция — Феодосия — в 41 километре. соседние населённые пункты — Грушевка в 2 км на юг западнее и в 3 км юго-западнее — Курское Белогорского района. Транспортное сообщение осуществляется по региональной автодороге 35Н-600 Холодовка — Грушевка (по украинской классификации — С-0-11518).

## История
Первое документальное упоминание села встречается в Камеральном Описании Крыма… 1784 года, судя по которому, в последний период Крымского ханства Осмаджик входил в Ширинский кадылык Кефинского каймаканства. После присоединения Крыма к России (8) 19 апреля 1783 года, (8) 19 февраля 1784 года, именным указом Екатерины II сенату, на территории бывшего Крымского Ханства была образована Таврическая область и деревня была приписана к Левкопольскому, а после ликвидации в 1787 году Левкопольского — к Феодосийскому уезду Таврической области. После Павловских реформ, с 1796 по 1802 год, входила в Акмечетский уезд Новороссийской губернии. По новому административному делению, после создания 8 (20) октября 1802 года Таврической губернии, Османчик был включён в состав Байрачской волости Феодосийского уезда.
По Ведомости о числе селении, названиях оных, в них дворов… состоящих в Феодосийском уезде от 14 октября 1805 года , в деревне Османчик числилось 9 дворов, 56 жителей крымских татар и 10 цыган. На военно-топографической карте генерал-майора Мухина 1817 года деревня Османчик обозначена с 11 дворами. После реформы волостного деления 1829 года Османчик, согласно «Ведомости о казённых волостях Таврической губернии 1829 года», отнесли к Учкуйской волости (переименованной из Байрачской). Затем, видимо, вследствие эмиграции крымских татар в Турцию, деревня заметно опустела и на карте 1836 года в деревне 8 дворов, а на карте 1842 года Османчик обозначен уже условным знаком «малая деревня», то есть, менее 5 дворов.
В 1860-х годах, после земской реформы Александра II, деревню приписали к Салынской волости. Согласно «Памятной книжке Таврической губернии за 1867 год», деревня Османчик была покинута жителями в 1860—1864 годах, в результате эмиграции крымских татар, особенно массовой после Крымской войны 1853—1856 годов, в Турцию и заселена болгарами из Кишлава и Старого Крыма. Согласно «Списку населённых мест Таврической губернии по сведениям 1864 года», составленному по результатам VIII ревизии 1864 года, Османчик — владельческая деревня татар и болгар-колонистов с 4 дворами и 23 жителями при ручье Салы. По обследованиям профессора А. Н. Козловского начала 1860-х годов, в селении «…имелась пресная вода в изобилии из горных родников и ручьёв», м также из реки.
После образования 4 июня 1871 года, согласно III статьи «Правил об общественном и поземельном устройстве поселян-собственников, бывших иностранных колонистов», утверждённых Александром II, Кишлавской волости, Османчик включили в её состав.
На трёхверстовой карте Шуберта 1865—1876 года Османчик обозначен с 10 дворами. В «Памятной книге Таврической губернии 1889 года» по результатам Х ревизии 1887 года, Османчик записан с 11 дворами и 65 жителями.
После земской реформы 1890-х годов деревню передали в Цюрихтальскую волость. На верстовой карте 1890 года в деревне обозначено 22 двора с болгарским населением. По «…Памятной книжке Таврической губернии на 1892 год» в деревне Османчик, входившей в Гейльбрунское сельское общество, числилось 105 жителей в 11 домохозяйствах, но там же, в списке экономий и разорённых деревень, жители коих живут в разных местах также записан Османчик. По «…Памятной книжке Таврической губернии на 1902 год» в деревне Османчик числилось 63 жителя в 12 дворах. Между 1902 и 1915 годом деревню вновь переподчилили Кишлавской волости. На 1914 год в селении действовало земское училище. По Статистическому справочнику Таврической губернии. Ч.II-я. Статистический очерк, выпуск пятый Феодосийский уезд, 1915 год, в деревне Османчик Кишлавской волости Феодосийского уезда числилось 30 дворов (все дворы с землёй) с болгарским населением в количестве 194 человека приписных жителей и 5 «посторонних», из которых 101 мужчина и 98 женщин. Жители владели 578 десятинами удобной земли. В хозяйствах имелось 120 лошадей, 140 волов, 93 коровы и 1290 голов овец, свиней, или коз.
После установления в Крыму Советской власти, по постановлению Крымревкома от 8 января 1921 года была упразднена волостная система и село вошло в состав вновь созданного Старо-Крымского района Феодосийского уезда, а в 1922 году уезды получили название округов. 11 октября 1923 года, согласно постановлению ВЦИК, в административное деление Крымской АССР были внесены изменения, в результате которых округа ликвидировались и Старо-Крымский район стал самостоятельной административной единицей. Декретом ВЦИК от 04 сентября 1924 года «Об упразднении некоторых районов Автономной Крымской С. С. Р.» Старо-Крымский район был упразднён и село включили в Феодосийский район. Согласно Списку населённых пунктов Крымской АССР по Всесоюзной переписи 17 декабря 1926 года, в селе Османчик, Кишлавского сельсовета Феодосийского района, числилось 47 дворов, из них 44 крестьянских, население составляло 187 человек, из них 179 болгар и 8 русских, действовала болгарская школа. 15 сентября 1931 года Феодосийский район упразднили и село вновь в составе Старо-Крымского. По данным всесоюзной переписи населения 1939 года в селе проживало 160 человек.
В 1944 году, после освобождения Крыма от фашистов, согласно
Постановлению ГКО № 5984сс от 2 июня 1944 года, 27 июня из Крыма были депортированы болгары — в Пермскую область и Среднюю Азию. Указом Президиума Верховного Совета РСФСР от 18 мая 1948 года, Османчик переименовали в Холодовку, в память о командире Старокрымского партизанского отряда Никите Игнатьевиче Холоде, погибшего в бою в 1942 году. В 1959 году был ликвидирован Старокрымский район и село присоединили к Судакскому в составе. Указом Президиума Верховного Совета УССР «Об укрупнении сельских районов Крымской области», от 30 декабря 1962 года Кировский район был упразднён и село присоединили к Белогорскому. 1 января 1965 года, указом Президиума ВС УССР «О внесении изменений в административное районирование УССР — по Крымской области», село включили в состав Кировского района. В 1979 году был воссоздан Судакский район и село передали в его состав. По данным переписи 1989 года в селе проживало 525 человек. С 12 февраля 1991 года село в восстановленной Крымской АССР. Постановлением Верховного Совета Автономной Республики Крым от 9 июля 1991 года Судакский район был ликвидирован, создан Судакский горсовет, которому переподчинили село. 26 февраля 1992 года Крымская АССР переименована в Автономную Республику Крым. С 21 марта 2014 года в составе Крыма аннексирована Россией, с 5 июня 2014 года в Городском округе Судак.